# Trofeo Santiago Bernabéu
Il Trofeo Santiago Bernabéu è un torneo amichevole calcistico, intitolato alla memoria dello storico presidente del Real Madrid, morto nel 1978. Dal 1979 al 1984 e nel 1986 veniva giocato da 4 squadre con semifinali, finale per il terzo posto e finalissima. Il torneo è considerato uno dei più prestigiosi eventi calcistici estivi, essendo giocato, di solito, a fine agosto oppure nei primi giorni di settembre dalla squadra merengue contro un avversario di rango internazionale.
Nel 2010 i padroni di casa hanno affrontato gli uruguaiani del Peñarol, al fine di commemorare i 50 anni dalla prima edizione della Coppa Intercontinentale.
Non assegnato nel 2014, il trofeo è stato messo in palio nuovamente nel 2015: ad aggiudicarselo il Real Madrid che ha battuto per 2-1 i turchi del Galatasaray, che avevano già preso parte alla competizione nel 2011.

## Albo d'oro
| Anno | Vincitore     | Finalista         | Punteggio             |
| 1979 | Bayern Monaco | Ajax              | 2 - 0                 |
| 1980 | Bayern Monaco | Real Madrid       | 1 - 1 (5 - 4 rigori)  |
| 1981 | Real Madrid   | AZ Alkmaar        | 0 - 0 (rigori)        |
| 1982 | Amburgo       | Standard Liegi    | 3 - 1                 |
| 1983 | Real Madrid   | Amburgo           | 3 - 2                 |
| 1984 | Real Madrid   | Colonia           | 4 - 1                 |
| 1985 | Real Madrid   | Bayern Monaco     | 4 - 2                 |
| 1986 | Dinamo Kiev   | Real Madrid       | 3 - 2                 |
| 1987 | Real Madrid   | Everton           | 6 - 1                 |
| 1988 | Milan         | Real Madrid       | 3 - 0                 |
| 1989 | Real Madrid   | Liverpool         | 2 - 0                 |
| 1990 | Milan         | Real Madrid       | 3 - 1                 |
| 1991 | Real Madrid   | Colo-Colo         | 6 - 1                 |
| 1992 | Ajax          | Real Madrid       | 3 - 1                 |
| 1993 | Inter         | Real Madrid       | 2 - 2 (10 - 9 rigori) |
| 1994 | Real Madrid   | Palmeiras         | 3 - 2                 |
| 1995 | Real Madrid   | Ajax              | 1 - 0                 |
| 1996 | Real Madrid   | Benfica           | 4 - 0                 |
| 1997 | Real Madrid   | Portuguesa        | 1 - 0                 |
| 1998 | Real Madrid   | Peñarol           | 4 - 0                 |
| 1999 | Real Madrid   | Milan             | 4 - 2                 |
| 2000 | Real Madrid   | Santos            | 2 - 0                 |
| 2001 | Inter         | Real Madrid       | 2 - 1                 |
| 2002 | Bayern Monaco | Real Madrid       | 2 - 1                 |
| 2003 | Real Madrid   | River Plate       | 3 - 1                 |
| 2004 | U.N.A.M.      | Real Madrid       | 1 - 0                 |
| 2005 | Real Madrid   | MLS All-Stars     | 5 - 0                 |
| 2006 | Real Madrid   | Anderlecht        | 2 - 1                 |
| 2007 | Real Madrid   | Partizan Belgrado | 2 - 0                 |
| 2008 | Real Madrid   | Sporting Lisbona  | 5 - 3                 |
| 2009 | Real Madrid   | Rosenborg         | 4 - 0                 |
| 2010 | Real Madrid   | Peñarol           | 2 - 0                 |
| 2011 | Real Madrid   | Galatasaray       | 2 - 1                 |
| 2012 | Real Madrid   | Millonarios       | 8 - 0                 |
| 2013 | Real Madrid   | Al-Sadd           | 5 - 0                 |
| 2014 | non disputato | non disputato     | non disputato         |
| 2015 | Real Madrid   | Galatasaray       | 2 - 1                 |
| 2016 | Real Madrid   | Stade de Reims    | 5 - 3                 |
| 2017 | Real Madrid   | Fiorentina        | 2 - 1                 |
| 2018 | Real Madrid   | Milan             | 3 - 1                 |
| 2019 | non disputato | non disputato     | non disputato         |
| 2020 | non disputato | non disputato     | non disputato         |

## Vittorie per squadra
| Squadra | Vincitore | Finalista |
| Real Madrid | 28        | 9         |
| Bayern Monaco | 3         | 1         |
| Milan | 2         | 2         |
| Inter | 2         | 0         |
| Ajax | 1         | 2         |
| Amburgo | 1         | 1         |
| Dinamo Kiev Pumas UNAM | 1         | 0         |
| Galatasaray Peñarol | 0         | 2         |
| River Plate Anderlecht Standard Liegi Palmeiras Portuguesa Santos Colo-Colo Millonarios Stade Reims Colonia Everton Liverpool Fiorentina Rosenborg AZ Alkmaar Benfica Sporting Lisbona Partizan Al-Sadd MLS All-Stars | 0         | 1         |